# Aluze
Aluze est une commune française située dans le département de Saône-et-Loire en région Bourgogne-Franche-Comté.

## Géographie
Aluze est à 5 km de Mercurey et à 18 km de Chalon-sur-Saône.

### Géologie et relief
Aluze est située sur la partie haute d'un plateau calcaire et argileux.

### Hydrographie
Le ruisseau du Moulin Marinot parcourt la commune.

### Climat
Pour des articles plus généraux, voir Climat de la Bourgogne-Franche-Comté et Climat de Saône-et-Loire.
En 2010, le climat de la commune est de type climat océanique dégradé des plaines du Centre et du Nord, selon une étude du Centre national de la recherche scientifique s'appuyant sur une série de données couvrant la période 1971-2000. En 2020, Météo-France publie une typologie des climats de la France métropolitaine dans laquelle la commune est exposée à un climat océanique altéré et est dans la région climatique Bourgogne, vallée de la Saône, caractérisée par un bon ensoleillement (1 900 h/an), un été chaud (18,5 °C), un air sec au printemps et en été et des vents faibles.
Pour la période 1971-2000, la température annuelle moyenne est de 10,6 °C, avec une amplitude thermique annuelle de 17,6 °C. Le cumul annuel moyen de précipitations est de 851 mm, avec 12,1 jours de précipitations en janvier et 7,5 jours en juillet. Pour la période 1991-2020, la température moyenne annuelle observée sur la station météorologique de Météo-France la plus proche, « St-Maurice-lès-Couches_sapc », sur la commune de Saint-Maurice-lès-Couches à 7 km à vol d'oiseau, est de 11,5 °C et le cumul annuel moyen de précipitations est de 803,5 mm. 
La température maximale relevée sur cette station est de 40,4 °C, atteinte le 12 août 2003 ; la température minimale est de −16,7 °C, atteinte le 20 décembre 2009,,.
Les paramètres climatiques de la commune ont été estimés pour le milieu du siècle (2041-2070) selon différents scénarios d'émission de gaz à effet de serre à partir des nouvelles projections climatiques de référence DRIAS-2020. Ils sont consultables sur un site dédié publié par Météo-France en novembre 2022.

## Urbanisme

### Typologie
Au 1er janvier 2024, Aluze est catégorisée commune rurale à habitat dispersé, selon la nouvelle grille communale de densité à sept niveaux définie par l'Insee en 2022.
Elle est située hors unité urbaine. Par ailleurs la commune fait partie de l'aire d'attraction de Chalon-sur-Saône, dont elle est une commune de la couronne,. Cette aire, qui regroupe 109 communes, est catégorisée dans les aires de 50 000 à moins de 200 000 habitants,.

### Occupation des sols
L'occupation des sols de la commune, telle qu'elle ressort de la base de données européenne d’occupation biophysique des sols Corine Land Cover (CLC), est marquée par l'importance des territoires agricoles (70,2 % en 2018), une proportion identique à celle de 1990 (70,2 %). La répartition détaillée en 2018 est la suivante : prairies (30 %), forêts (24,3 %), terres arables (20,3 %), cultures permanentes (16,4 %), zones urbanisées (5,5 %), zones agricoles hétérogènes (3,4 %). L'évolution de l’occupation des sols de la commune et de ses infrastructures peut être observée sur les différentes représentations cartographiques du territoire : la carte de Cassini (XVIIIe siècle), la carte d'état-major (1820-1866) et les cartes ou photos aériennes de l'IGN pour la période actuelle (1950 à aujourd'hui).

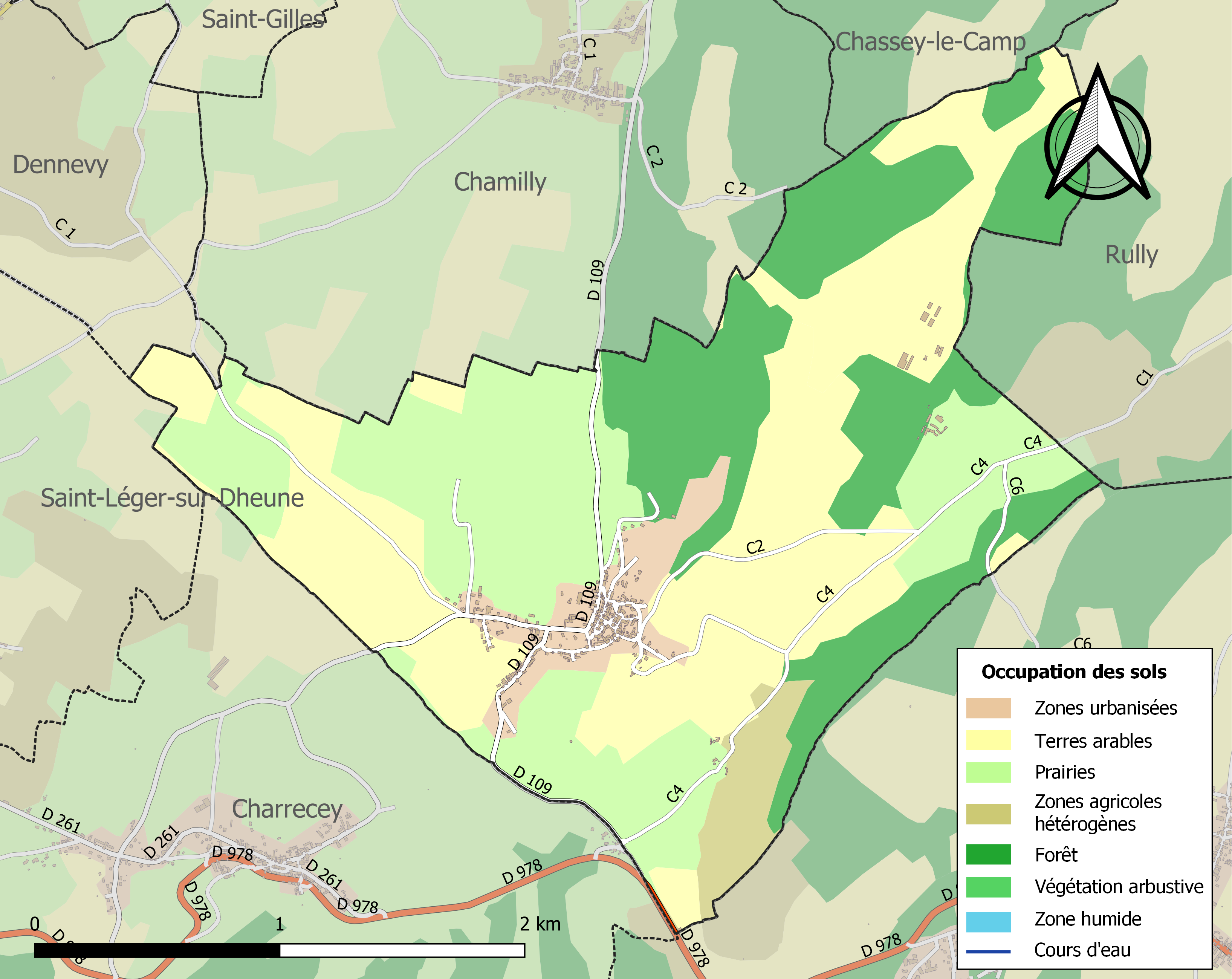
Carte des infrastructures et de l'occupation des sols de la commune en 2018 (CLC).

## Toponymie
Selon les toponymistes, Aluze viendrait d'un nom d'homme latin ou gaulois, Allusius, mis au féminin pour désigner un domaine (villa),. Le nom d'Aluze (Alusia) est attesté pour la première fois dans une charte datée de 1074.

## Histoire

### Antiquité
L'existence d'Aluze remonte à l'époque celtique. Divers objets de l'époque gallo-romaine ont été découverts sur le territoire communal, dont une inscription funéraire, des fragments d'un vase rouge... On a proposé en 1906 d'identifier Alésia à Aluze, mais sans aucun succès,. À l'époque gauloise, le site d'Aluze se trouvait en territoire éduen.

### Moyen Âge et ancien régime
En 1074, Bernard et ses frères donnent à l'abbaye Saint-Marcel-lès-Chalon et à l'abbé de Cluny Hugues l'église Saint-Martin d'Aluze (in villa Alusia), avec la colline (simul cum monte) sur laquelle est construite cette église. En 1120, Robert d'Aluze (Rotbertus de Alusia) donne ce qu'il a à Aluze et à Rully.

### À partir de la Révolution
Par décret du 13 octobre 1886 signé du président de la République, Jules Grévy, le conseil municipal d'Aluze est dissous, les motifs sont indiqués : « considérant que le conseil municipal de la commune d’Aluze appelé à nommer un nouveau maire en remplacement de M. Brenot, révoqué par décret du 25 juin 1886 a, par deux fois, réélu cet ancien magistrat… considérant que cette assemblée s’est mise ainsi sciemment en rébellion ouvert contre la loi... ».

## Politique et administration

### Listes des maires
| Période                                  | Période   | Identité         | Étiquette | Qualité |
| ---------------------------------------- | --------- | ---------------- | --------- | ------- |
| mars 2001                                | mars 2008 | Christine Genard |           |         |
| mars 2008                                | en cours  | Andrée Douheret  |           |         |
| Les données manquantes sont à compléter. |           |                  |           |         |

### Canton et intercommunalité
Aluze fait partie du canton de Chagny. La commune fait partie de la communauté d'agglomération du Grand Chalon, depuis 2017. Auparavant, Aluze a fait partie des communautés de communes entre Monts et Dheune (2007-2013), puis des Monts et des Vignes (2014-2016).

## Population et société

### Démographie

#### Évolution démographique
L'évolution du nombre d'habitants est connue à travers les recensements de la population effectués dans la commune depuis 1793. Pour les communes de moins de 10 000 habitants, une enquête de recensement portant sur toute la population est réalisée tous les cinq ans, les populations de référence des années intermédiaires étant quant à elles estimées par interpolation ou extrapolation. Pour la commune, le premier recensement exhaustif entrant dans le cadre du nouveau dispositif a été réalisé en 2004.

En 2022, la commune comptait 244 habitants, en évolution de −2,79 % par rapport à 2016 (Saône-et-Loire : −1,06 %, France hors Mayotte : +2,11 %).
| 1793 | 1800 | 1806 | 1821 | 1831 | 1836 | 1841 | 1846 | 1851 |
| ---- | ---- | ---- | ---- | ---- | ---- | ---- | ---- | ---- |
| 320  | 296  | 233  | 433  | 440  | 456  | 440  | 423  | 407  |

| 1856 | 1861 | 1866 | 1872 | 1876 | 1881 | 1886 | 1891 | 1896 |
| ---- | ---- | ---- | ---- | ---- | ---- | ---- | ---- | ---- |
| 433  | 406  | 411  | 402  | 393  | 433  | 412  | 396  | 339  |

| 1901 | 1906 | 1911 | 1921 | 1926 | 1931 | 1936 | 1946 | 1954 |
| ---- | ---- | ---- | ---- | ---- | ---- | ---- | ---- | ---- |
| 372  | 332  | 305  | 225  | 199  | 190  | 160  | 170  | 160  |

| 1962 | 1968 | 1975 | 1982 | 1990 | 1999 | 2004 | 2006 | 2009 |
| ---- | ---- | ---- | ---- | ---- | ---- | ---- | ---- | ---- |
| 154  | 151  | 143  | 180  | 199  | 217  | 246  | 250  | 232  |

| 2014 | 2019 | 2022 | - | - | - | - | - | - |
| ---- | ---- | ---- | - | - | - | - | - | - |
| 253  | 251  | 244  | - | - | - | - | - | - |

## Économie

Les vignobles de la côte chalonnaise.

### Vignoble
Village de la côte chalonnaise, Aluze présente des coteaux exposés d'est en ouest, donc adaptés à la production vinicole. Le sol est le plus souvent argilo-calcaire à petits cailloux. Parmi les vins produits, on trouve le bourgogne passetoutgrain (assemblage de pinot noir et gamay jus blanc), le Bourgogne rouge et blanc (cépage pinot noir ou chardonnay) le bourgogne aligoté (cépage aligoté), le bourgogne côte-chalonnaise rouge (cépage pinot noir), le bourgogne côte chalonnaise blanc (cépage chardonnay). Ces différents cépages sont également aptes à produire le crémant de Bourgogne.

## Vie locale

### Sports
Une épreuve de course ou trail est organisée le 31 octobre : le Roc d'Aluze.

### Associations

#### Manifestations culturelles et festivités
Le village d'Aluze présente certaines activités afin de favoriser les relations et les échanges entre les habitants tout au long de l'année en accord avec la saison et les actualités. Différentes réunions sont organisées par le comité des fêtes comme les repas dansants, les projections cinémas, la fête de la Saint-Jean. Les projections cinémas se déroulent tout au long de l'année chaque premier vendredi du mois à partir du mois d'octobre et durant l'été, la dernière projection se fait en plein air. Les films sont d'actualités et sont sélectionnés par un vote entre différents villages des alentours qui s'organisent pour travailler en équipes et se faire passer les bobines selon un roulement bien établi.

## Culture locale et patrimoine

### Lieux et monuments
L'église actuelle a été reconstruite en 1858 par l'architecte des édifices diocésains Félix Narjoux, sur l'emplacement de l'ancien prieuré sans doute roman. Elle n'est donc pas très ancienne. La voûte de la nef est faite de briques plâtrées. Le clocher de pierre atteint 32 mètres.

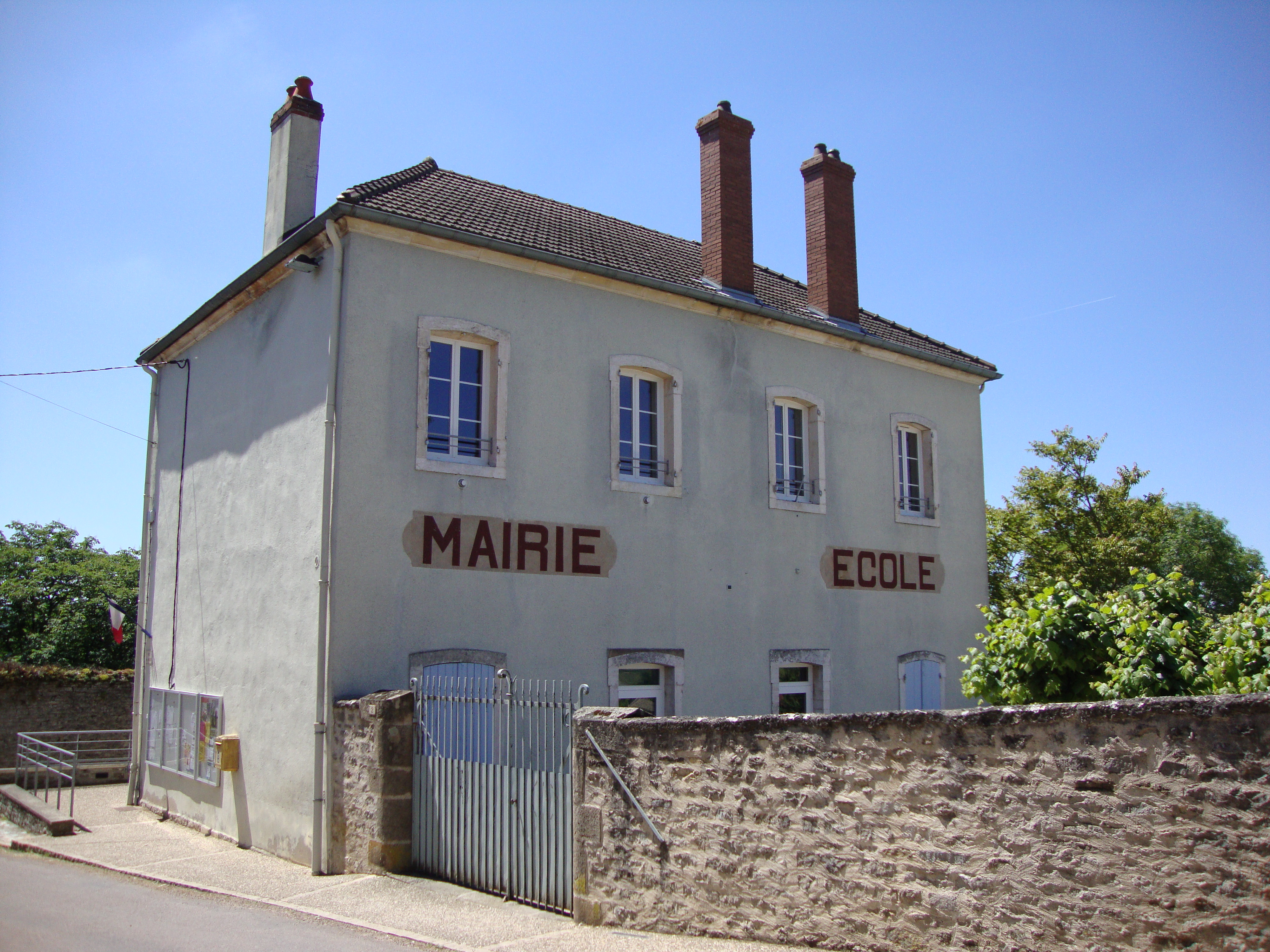
Mairie et salle des fêtes, accueillaient autrefois l'école communale.
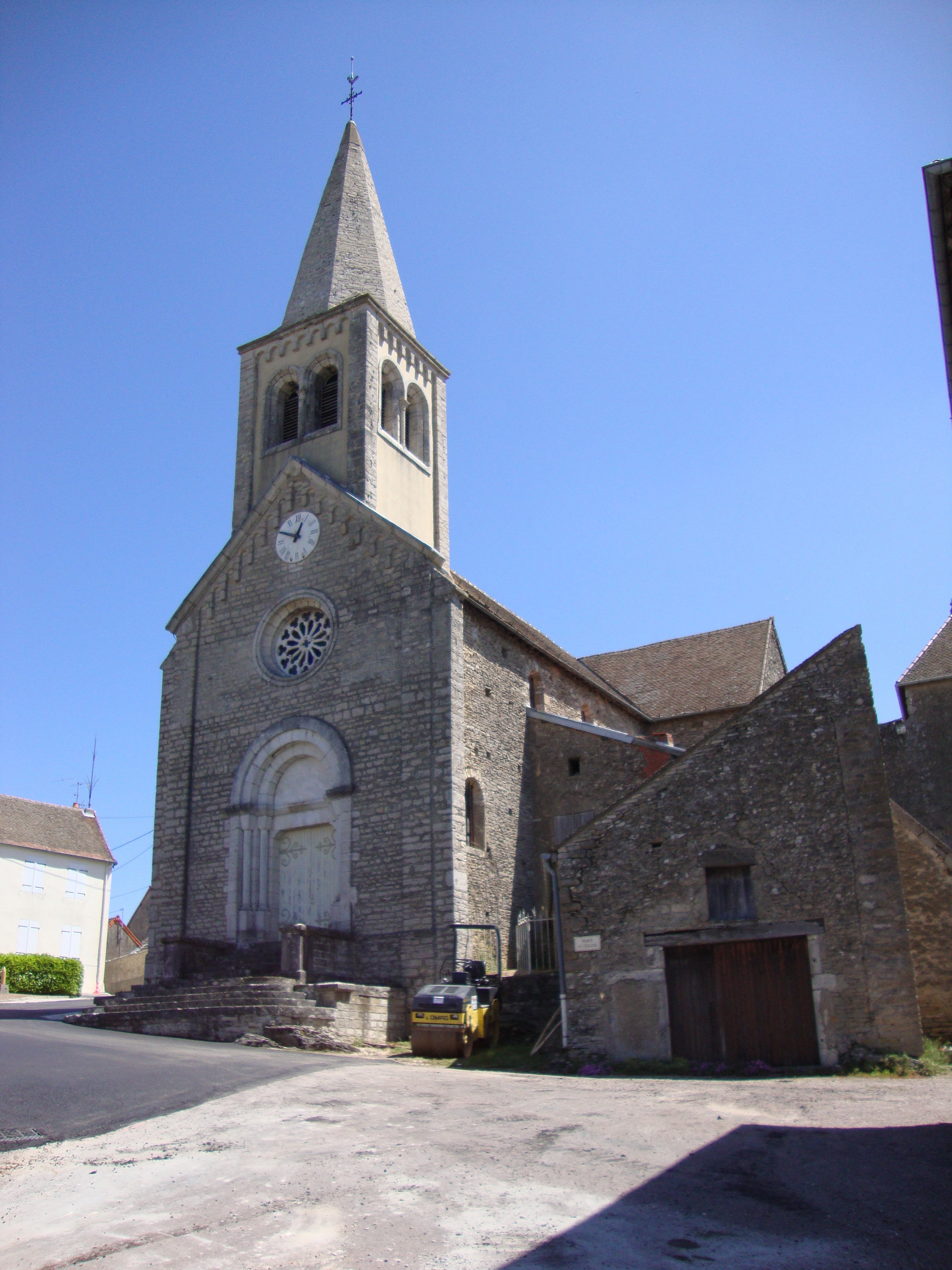
L'église Saint-Martin.
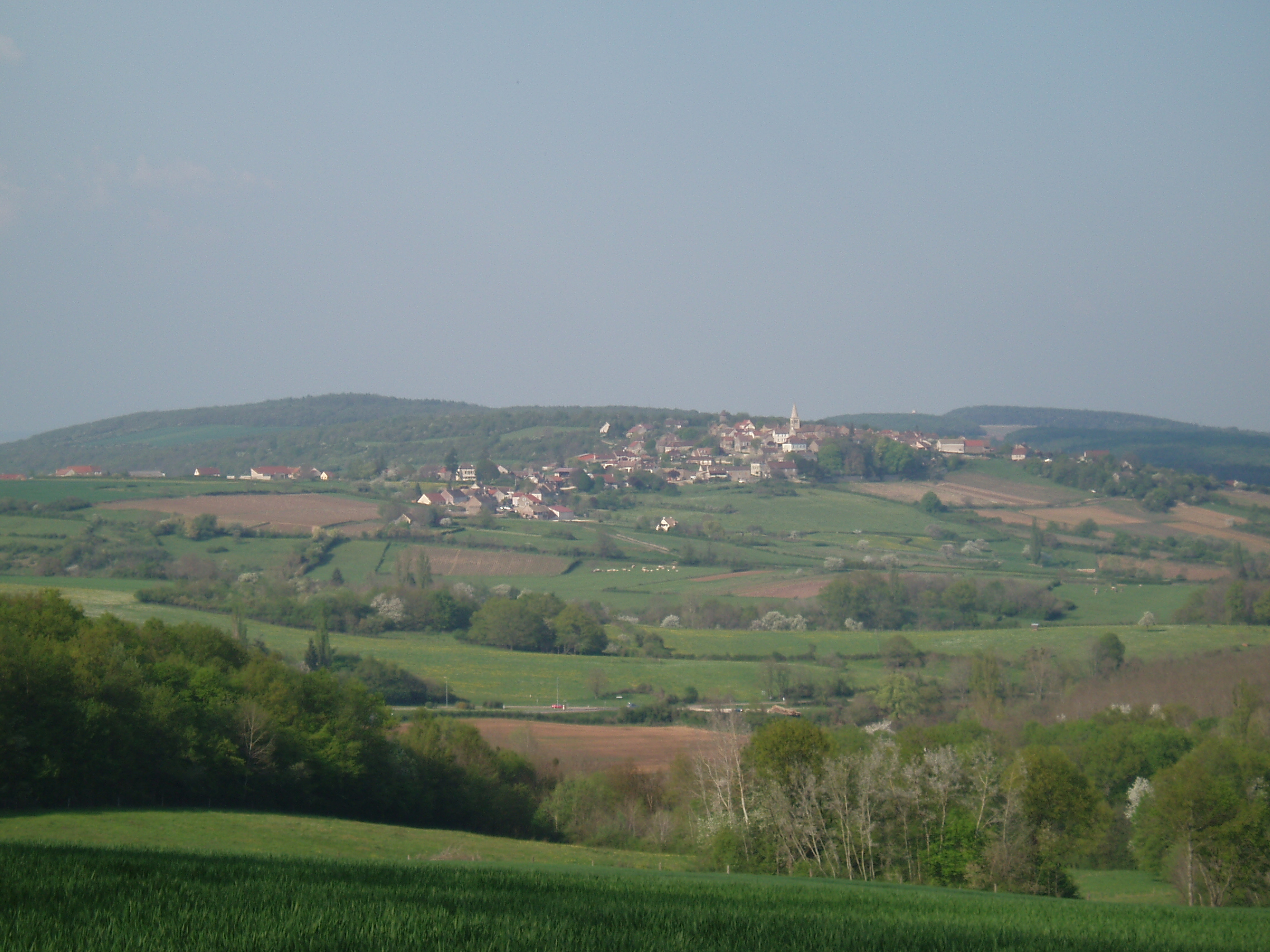
Vue d'Aluze.

### Personnalités liées à la commune
- Professeur agrégé, Étienne Bonneau a soutenu en 1906 et 1907 l'identification d'Alésia au site d'Aluze[18].

## Pour approfondir